# Вргораць
Врго́раць (хорв. Vrgorac) — місто в Хорватії, у Сплітсько-Далматинській жупанії. Чисельність населення — 7 593 осіб (2001).
Абсолютну більшість населення Вргораця складають хорвати.
Економіка міста заснована на сільськогосподарській діяльності. У місті є одна середня школа, професійне училище.
З визначних пам'яток Вргораця — збереглися сім веж турецької доби.
Відомим уродженцем міста є Тін Уєвич (1891—1955), хорватський і югославський богемний поет, есеїст і критик, перекладач; представник «хорватського авангардизму», один з найвизначніших поетів хорватської літератури ХХ століття.

## Населення
Населення громади за даними перепису 2011 року становило 6572 осіб. Населення самого міста становило 2039 осіб.
Динаміка чисельності населення громади:
Динаміка чисельності населення міста:

## Населені пункти
Крім міста Вргораць, до громади також входять: 
- Баня
- Драгляне
- Дражевитичі
- Дуге-Ніве
- Дусина
- Клєнак
- Кокоричі
- Котези
- Козиця
- Міяця
- Орах
- Подпролог
- Поліця Козицька
- Прапатниці
- Ращане
- Равча
- Стиля
- Умчани
- Великий Пролог
- Вина
- Вишніця
- Влака
- Завояне

## Клімат
Середня річна температура становить 14,74°C, середня максимальна – 28,45°C, а середня мінімальна – 0,82°C. Середня річна кількість опадів – 937 мм.
| Клімат міста                                  | Клімат міста | Клімат міста | Клімат міста | Клімат міста | Клімат міста | Клімат міста | Клімат міста | Клімат міста | Клімат міста | Клімат міста | Клімат міста | Клімат міста | Клімат міста |
| Показник                                      | Січ.         | Лют.         | Бер.         | Квіт.        | Трав.        | Черв.        | Лип.         | Серп.        | Вер.         | Жовт.        | Лист.        | Груд.        |              |
| Середній максимум, °C                         | 9,72         | 10,57        | 13,91        | 17,83        | 22,88        | 26,80        | 28,45        | 28,33        | 22,96        | 18,19        | 12,94        | 9,46         |              |
| Середня температура, °C                       | 5,27         | 6,12         | 9,46         | 13,38        | 18,44        | 22,34        | 25,34        | 25,26        | 19,89        | 15,12        | 9,86         | 6,39         |              |
| Середній мінімум, °C                          | 0,82         | 1,67         | 5,01         | 8,94         | 13,98        | 17,91        | 22,28        | 22,17        | 16,82        | 12,04        | 6,78         | 3,30         |              |
| Норма опадів, мм                              | 89           | 79           | 80           | 81           | 64           | 54           | 39           | 53           | 74           | 103          | 118          | 103          |              |
| Середньомісячна швидкість вітру, м/с          | 2.89         | 3.24         | 3.41         | 3.05         | 2.70         | 2.50         | 2.56         | 2.34         | 2.56         | 2.62         | 3.21         | 3.31         |              |
| Середньомісячна сонячна радіація, кДж/м²·день | 5678         | 8285         | 12018        | 16298        | 19988        | 23013        | 24620        | 21856        | 16277        | 10575        | 6152         | 4748         |              |
| --------------------------------------------- | ------------ | ------------ | ------------ | ------------ | ------------ | ------------ | ------------ | ------------ | ------------ | ------------ | ------------ | ------------ | ------------ |
| Джерело:                                      |              |              |              |              |              |              |              |              |              |              |              |              |              |